# Pojang
Pojang (kitajsko: 鄱阳湖/鄱陽湖; pinjin: Póyáng Hú) je jezero na vzhodu Kitajske, ki leži ob reki Jangce v provinci Džjangši, približno 250 km jugovzhodno od velemesta Vuhan. Nastalo je na vlažni travnati ravnici ob sotočju petih rek, na severu pa se prek krajše ožine med mestoma Hukou in Dučang izliva v Jangce. Ima velik hidrološki pomen kot regulator toka reke Jangce med deževnim obdobjem; ob visokem pretoku se voda iz Jangceja steka v Pojang, kar blaži ekstreme in omejuje poplave nizvodno od sotočja. Ocenjujejo, da ima kapaciteto petine letnega pretoka reke. Površina in vodostaj Pojanga zato močno nihata na letni ravni, običajno pa pokriva okrog 3500 km² in je največje sladkovodno jezero v državi.
Zaradi izgradnje jezu Treh sotesk in regulacijskega jezera gorvodno od sotočja je opazno izsuševanje tega območja. Hkrati pritoki zasipavajo jezersko kotanjo z velikimi količinami mulja, ki ga redno odstranjujejo, da vzdržujejo plovne poti. V posebej sušnem obdobju pozimi 2012 je Pojang skoraj v celoti presahnil, voda je takrat pokrivala le še približno 200 km², kar je praktično onemogočilo izkoriščanje za ribolov in vodni transport. Gladina je nekoč segala do Nančanga, glavnega mesta province Džangši, ki je sedaj skoraj 25 km daleč.
Jezero je znano tudi kot prezimovališče ali postojanka na zimski selitvi ogromnega števila ptic, ki se zadržujejo v tamkajšnjih mokriščih. Skupno so na območju jezera zabeležili več kot 300 vrst ptic, predvsem pomembno pa je za sibirske žerjave – tu prezimuje skoraj vsa preostala populacija te skrajno ogrožene vrste. Območje na severozahodnem delu jezera v velikosti 224 km² je zaščiteno kot naravni rezervat, ki je bil razglašen tudi za mokrišče mednarodnega pomena po Ramsarski konvenciji.